# Atimnio (licio)
Atimnio (in greco antico: Ἀτύμνιος) è un personaggio della mitologia greca, presente nell'Iliade di Omero.
Atimnio era un giovane guerriero della Licia, figlio del nobile Amisodaro e fratello di Maride. Partecipò con quest'ultimo alla guerra di Troia in difesa della città assediata e venne ucciso in combattimento da Antiloco.